# Betar (Judée)
Pour les articles homonymes, voir Betar (homonymie).
Betar ou Bethar est le nom d'une ancienne cité-forteresse de Judée, située au sud-ouest de Jérusalem, et connue comme le dernier lieu de résistance du peuple juif à l'Empire romain en 135 ; le chef de cette révolte était le patriote juif Bar-Kokheba.
Le nom de cette forteresse historique se retrouve aujourd'hui dans :
- Battir, un village arabe palestinien à proximité des ruines de Betar ;
- Betar Illit, une colonie juive à proximité des ruines de Betar ;
- Mevo Beitar, un moshav israélien de taille moyenne à proximité des ruines de Betar.